# Rạn san hô Apo
Rạn san hô Apo là một loạt các rạn san hô có diện tích 34 km vuông, trong vùng biển Sulu của tỉnh Tây Mindoro, Philippines. Nó chính là hệ thống rạn san hô đá ngầm lớn thứ hai thế giới và lớn nhất tại Philippines. Các rạn san hô và các vùng biển xung quanh của nó được quản lý như là một vườn quốc gia, còn một phần của rạn san hô thuộc dự án Công viên tự nhiên Apo.

## Tự nhiên
Rạn san hô Apo có thể được tìm thấy ở khoảng cách 33 km về phía tây, ra khỏi bờ biển giữa phía tây hòn đảo Mindoro của Philippines. Hai rạn san hô riêng biệt tạo nên hệ thống đảo và rạn san hô. Hai rạn san hô được ngăn cách bởi một khu vực nước sâu chừng 30 mét. [ 1 ] Trong ranh giới của rạn san hô có rất nhiều các môi trường sinh thái. Bên cạnh các rạn san hô thì còn có cỏ biển, tảo biển và rừng ngập mặn có mặt trên và xung quanh các rạn san hô.

## Bảo tồn
Vùng biển của rạn san hô Apo được bảo vệ trong khu vực vườn quốc gia có diện tích 274,69 km 2 của rạn san hô và khu vực xung quanh của nó. Trong tổng diện tích thì có 157,92 km 2 là thuộc Công viên tự nhiên Apo trong khi phần còn lại có diện tích 116,77 km 2 tạo thành một vùng đệm xung quanh vườn quốc gia.
Về mặt chính trị, các rạn san hô nằm trong vùng biển thuộc tỉnh Mindoro Occidental, trong khu vực IV-B của Philippines. Nó được quản lý trực tiếp bởi chính quyền địa phương của khu đô thị Sablayan.
Ban đầu, rạn san hô Apo lần đầu tiên được chính thức tuyên bố là "công viên hải dương" dưới thời tổng thống Philippines Ferdinand Marcos vào năm 1980. Điều này được tiếp nối với việc chính quyền địa phương Sablayan tuyên bố các rạn san hô là "Khu du lịch và Khu bảo tồn biển" ba năm sau đó. Năm 1996, toàn bộ rạn san hô được công nhận là công viên tự nhiên bởi chủ tịch Fidel Ramos.
Trong năm 2006, Cục động vật hoang dã và khu bảo tồn thuộc Bộ Tài nguyên và Môi trường trình Trung tâm Di sản thế giới của UNESCO để xem xét công nhận rạn san hô trở thành một di sản thế giới.
Sau một cuộc khảo sát địa phương của Quỹ Quốc tế Bảo vệ Thiên nhiên, câu cá tại các rạn san hô đã bị cấm bởi chính phủ Philippines trong tháng 9 năm 2007. Công viên biển sẽ được mở cho khách du lịch để tạo ra kinh phí giúp bảo vệ rạn san hô cũng như cung cấp một việc làm thay thế cho hàng trăm ngư dân trong khu vực.

## Hình ảnh

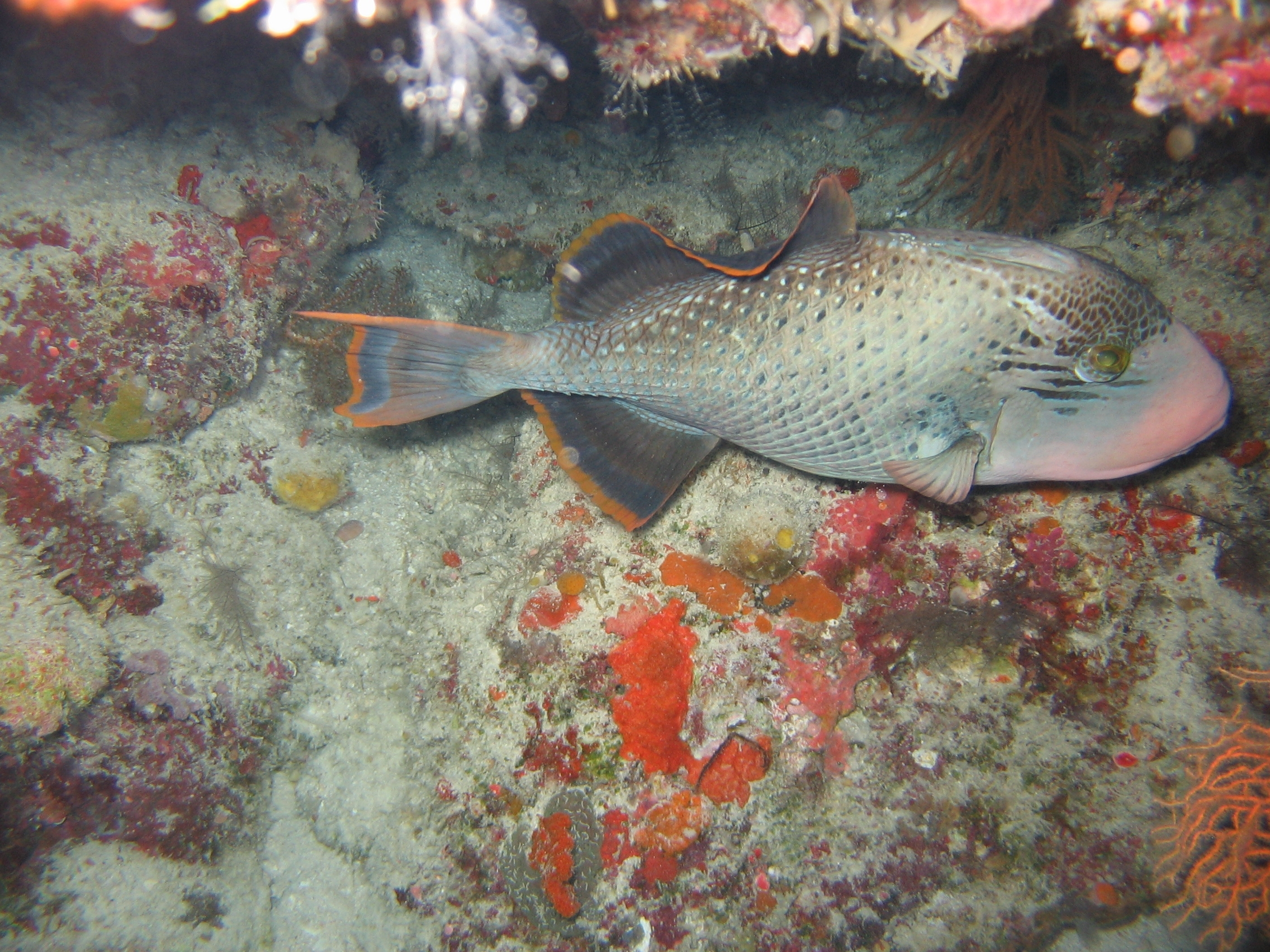
Một con cá Pseudobalistes flavimarginatus
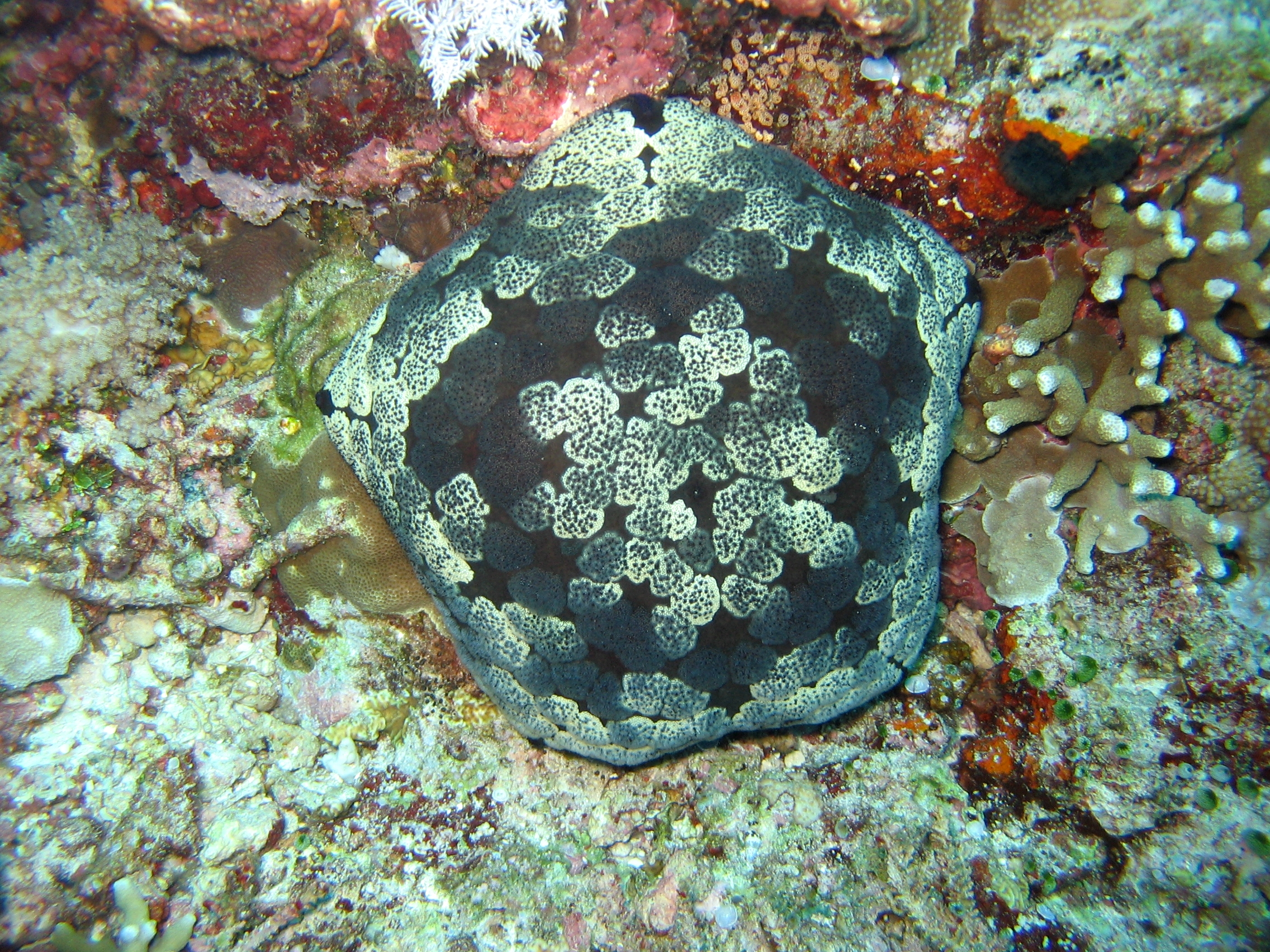
Sao biển
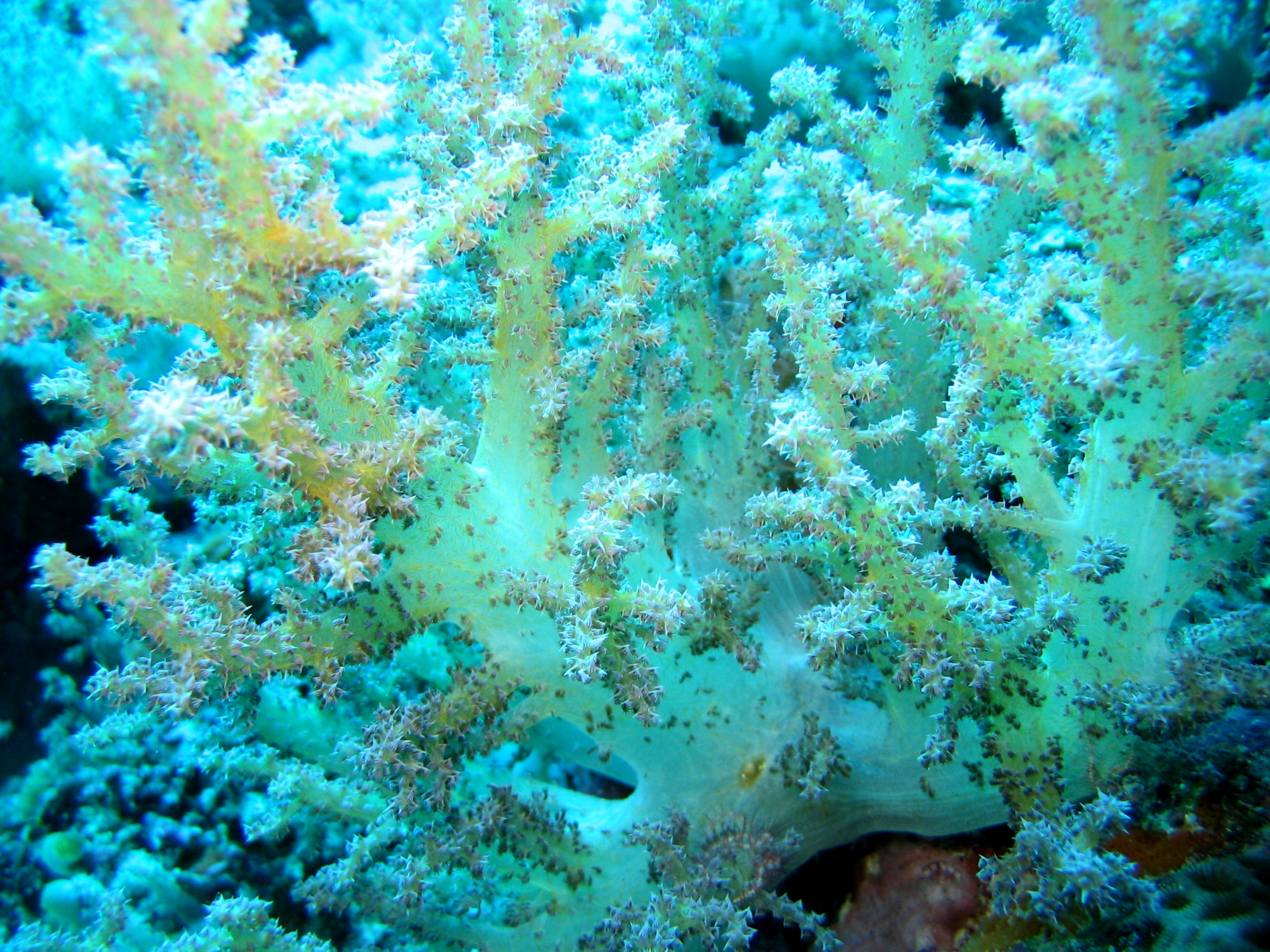
San hô tại Apo
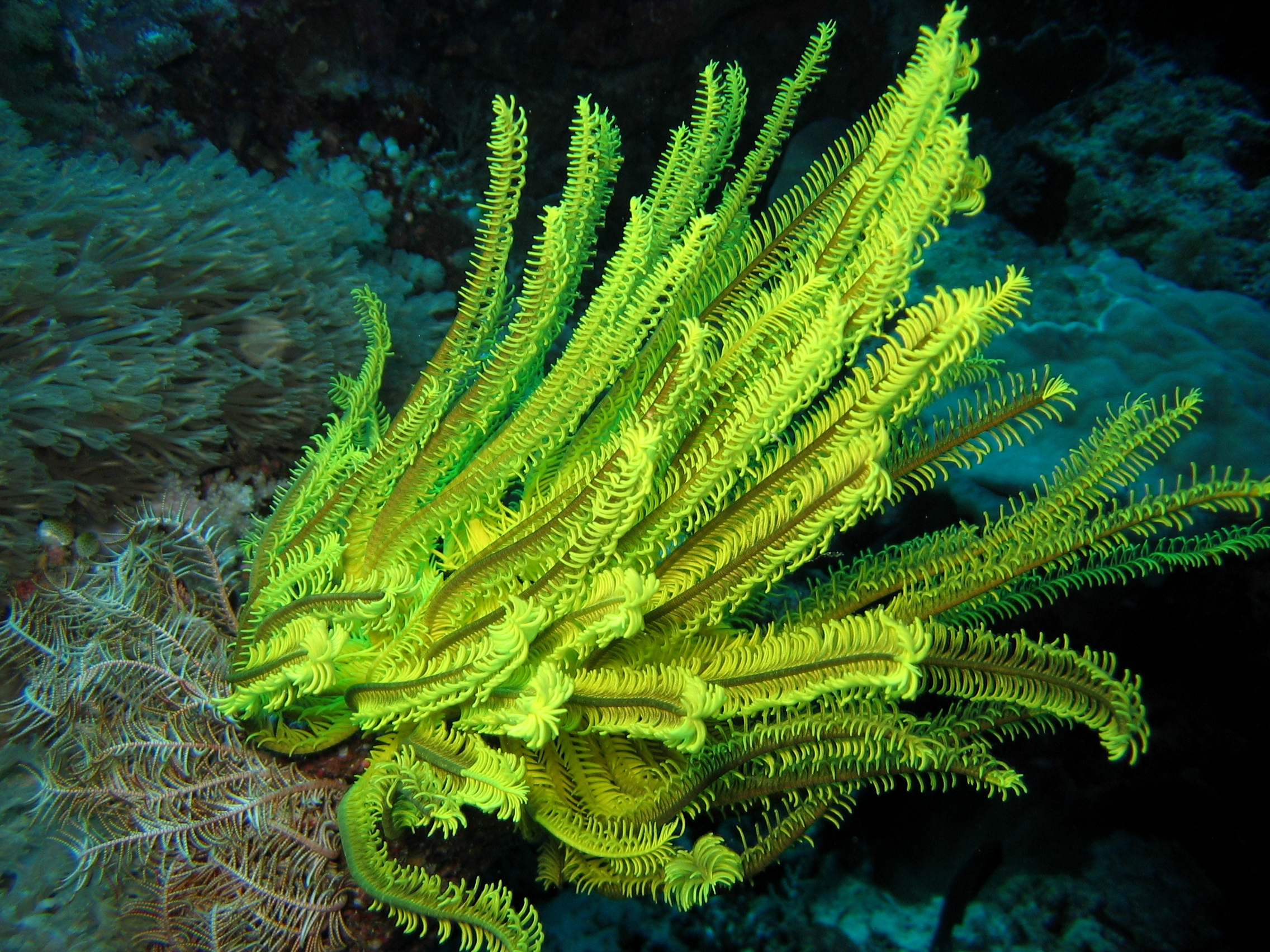
Huệ vàng biển tại Apo
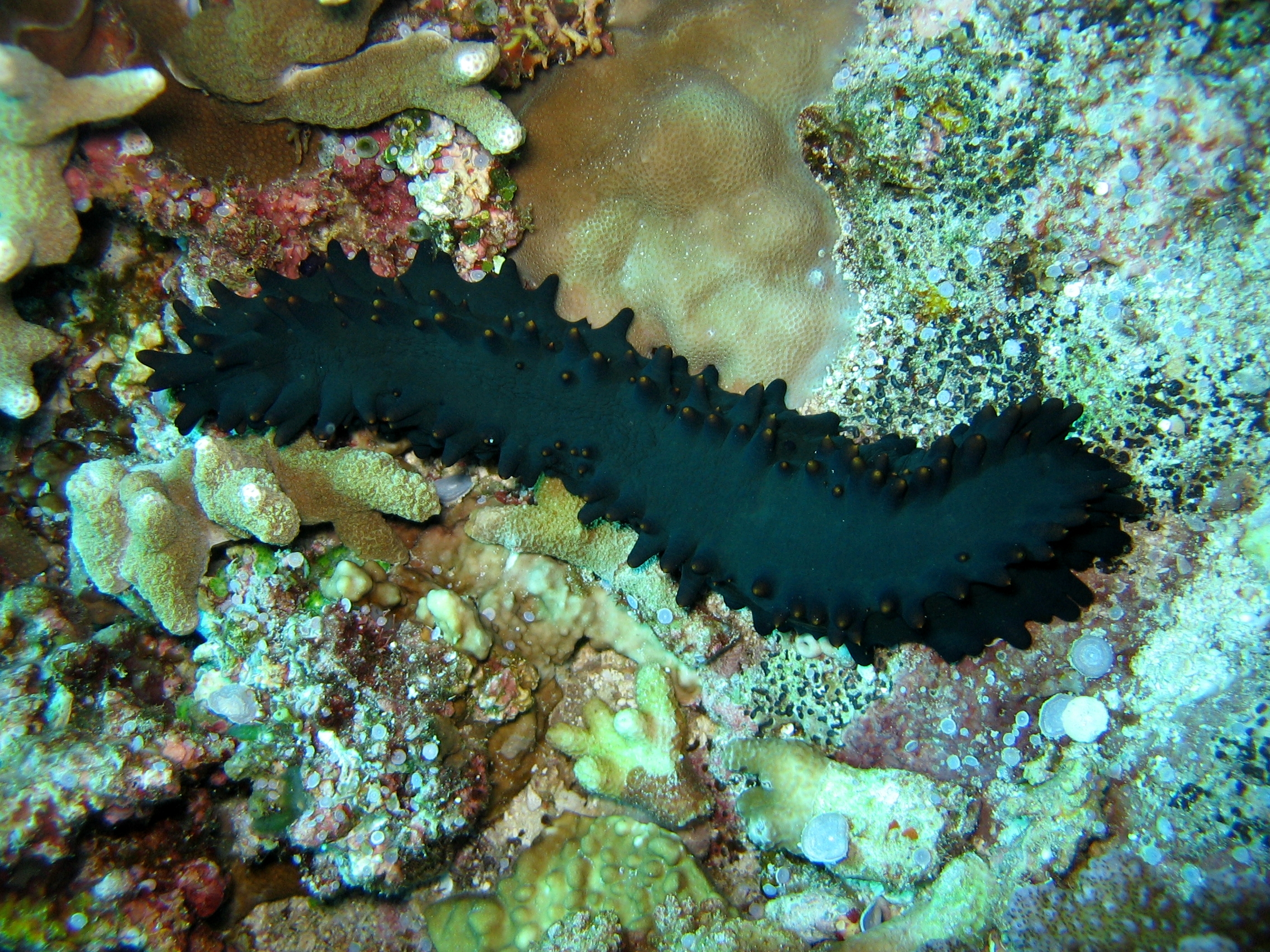
Dưa chuột biển tại Apo

## Sách
- Department of Environment and Natural Resources, Conservation of Priority Protected Areas Project, Apo Reef Natural Park Brochure. Sablayan, Occidental Mindoro; List of Proclaimed Marine Protected Areas; Protected Areas And Wildlife Bureau, 2004.
- "Apo Reef Marine Reserve". Local government-declared MPAs. Marine Protected Coast, Reef & Management Database. ngày 7 tháng 6 năm 2006. Truy cập ngày 8 tháng 10 năm 2007. [liên kết hỏng]